# Vaivre-et-Montoille
Vaivre-et-Montoille és un municipi francès situat al departament de l'Alt Saona i a la regió de Borgonya - Franc Comtat. L'any 2007 tenia 2.339 habitants.

## Demografia

### Població
El 2007 la població de fet de Vaivre-et-Montoille era de 2.339 persones. Hi havia 975 famílies, de les quals 260 eren unipersonals (114 homes vivint sols i 146 dones vivint soles), 341 parelles sense fills, 309 parelles amb fills i 65 famílies monoparentals amb fills.
La població ha evolucionat segons el següent gràfic:
Habitants censats

### Habitatges
El 2007 hi havia 1.007 habitatges, 973 eren l'habitatge principal de la família, 4 eren segones residències i 30 estaven desocupats. 783 eren cases i 221 eren apartaments. Dels 973 habitatges principals, 640 estaven ocupats pels seus propietaris, 326 estaven llogats i ocupats pels llogaters i 7 estaven cedits a títol gratuït; 16 tenien una cambra, 59 en tenien dues, 118 en tenien tres, 312 en tenien quatre i 469 en tenien cinc o més. 819 habitatges disposaven pel capbaix d'una plaça de pàrquing. A 440 habitatges hi havia un automòbil i a 463 n'hi havia dos o més.

### Piràmide de població
La piràmide de població per edats i sexe el 2009 era:
| Homes | Edats   | Dones |
| ----- | ------- | ----- |
| 0     | 95 o +  | 4     |
| 0     | 90 a 94 | 12    |
| 8     | 85 a 89 | 16    |
| 12    | 80 a 84 | 12    |
| 20    | 75 a 79 | 36    |
| 40    | 70 a 74 | 24    |
| 36    | 65 a 69 | 20    |
| 36    | 60 a 64 | 36    |
| 40    | 55 a 59 | 44    |
| 132   | 50 a 54 | 88    |
| 156   | 45 a 49 | 152   |
| 112   | 40 a 44 | 148   |
| 92    | 35 a 39 | 100   |
| 88    | 30 a 34 | 96    |
| 48    | 25 a 29 | 64    |
| 88    | 20 a 24 | 48    |
| 152   | 15 a 19 | 116   |
| 128   | 10 a 14 | 120   |
| 88    | 5 a 9   | 124   |
| 64    | 0 a 4   | 80    |

## Economia
El 2007 la població en edat de treballar era de 1.653 persones, 1.201 eren actives i 452 eren inactives. De les 1.201 persones actives 1.095 estaven ocupades (538 homes i 557 dones) i 106 estaven aturades (56 homes i 50 dones). De les 452 persones inactives 206 estaven jubilades, 141 estaven estudiant i 105 estaven classificades com a «altres inactius».

### Ingressos
El 2009 a Vaivre-et-Montoille hi havia 945 unitats fiscals que integraven 2.341,5 persones, la mediana anual d'ingressos fiscals per persona era de 19.015 €.

### Activitats econòmiques
Dels 89 establiments que hi havia el 2007, 1 era d'una empresa extractiva, 3 d'empreses alimentàries, 2 d'empreses de fabricació d'elements pel transport, 2 d'empreses de fabricació d'altres productes industrials, 22 d'empreses de construcció, 14 d'empreses de comerç i reparació d'automòbils, 5 d'empreses de transport, 10 d'empreses d'hostatgeria i restauració, 2 d'empreses d'informació i comunicació, 2 d'empreses financeres, 2 d'empreses immobiliàries, 8 d'empreses de serveis, 7 d'entitats de l'administració pública i 9 d'empreses classificades com a «altres activitats de serveis».
Dels 29 establiments de servei als particulars que hi havia el 2009, 1 era una oficina de correu, 3 tallers de reparació d'automòbils i de material agrícola, 2 paletes, 3 guixaires pintors, 7 fusteries, 1 lampisteria, 2 electricistes, 2 empreses de construcció, 2 perruqueries, 5 restaurants i 1 agència immobiliària.
Dels 6 establiments comercials que hi havia el 2009, 3 eren fleques, 1 una fleca i 2 perfumeries.
L'any 2000 a Vaivre-et-Montoille hi havia 4 explotacions agrícoles.

## Equipaments sanitaris i escolars
L'únic equipament sanitari que hi havia el 2009 era una farmàcia.
El 2009 hi havia 1 escola maternal i 1 escola elemental.
```
Disposava d'un centre d'altres ensenyaments superiors.
```

## Poblacions més properes
El següent diagrama mostra les poblacions més properes.